# Peter Robert Keil

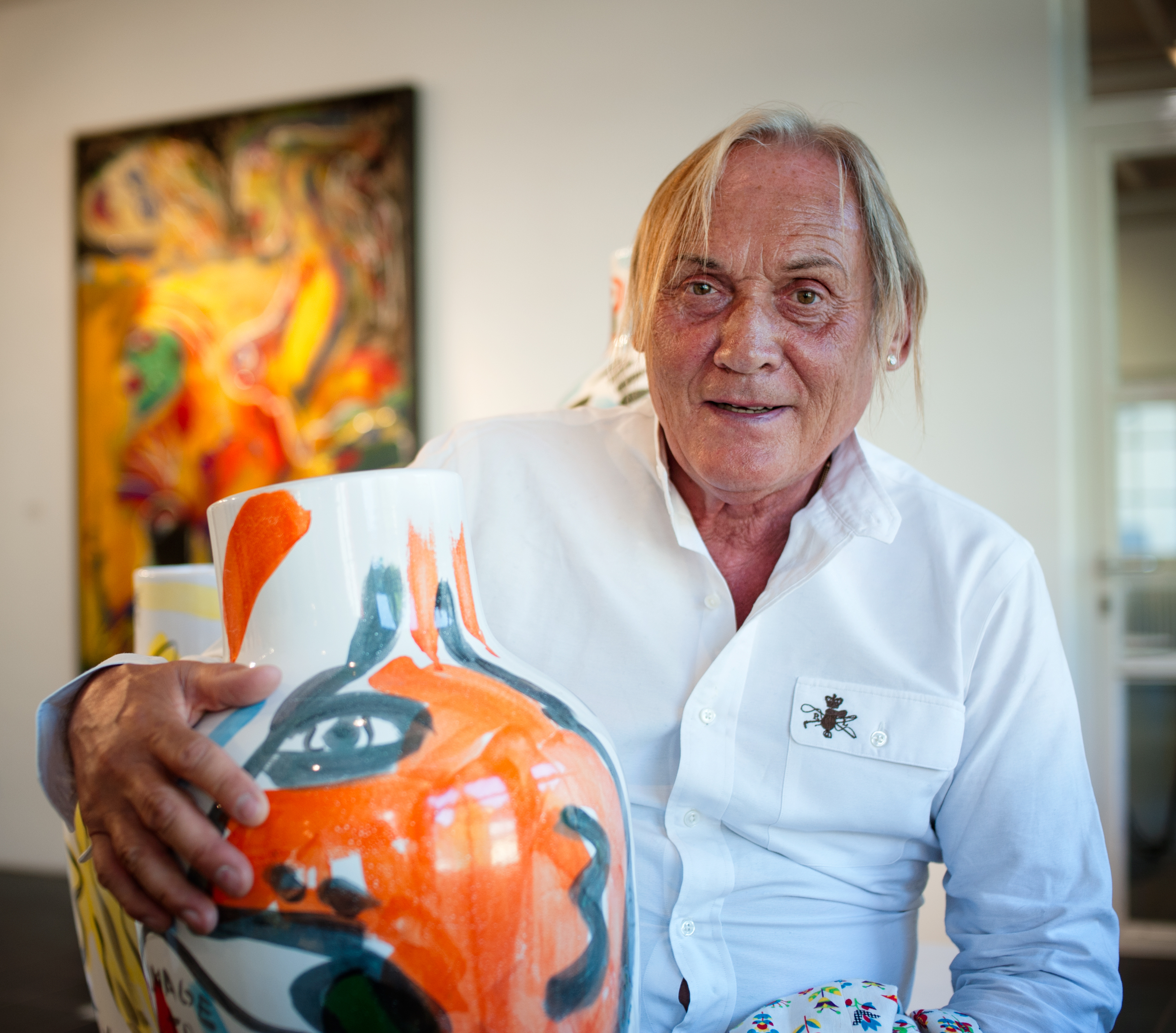
Peter Robert Keil mit selbst bemalter Majolika 2012.

Peter Robert Keil (* 6. August 1942 in Züllichau, Provinz Brandenburg) ist ein deutscher Maler und Bildhauer.

## Leben
Der Sohn eines Kunstschmieds verlor seinen Vater schon in frühester Kindheit während des Zweiten Weltkriegs. Seine künstlerisch begabte Mutter schlug sich in der Endphase des Krieges mit ihrem Sohn nach Westberlin durch, wo sich die beiden nach Kriegsende niederließen. Dort wuchs Keil im Arbeiterviertel Berlin-Wedding auf und entdeckte schon bald sein Interesse an der Malerei – insbesondere an expressionistischen Künstlern sowie an den Werken von Pablo Picasso. Der aus Ost-Berlin stammende Maler Otto Nagel wurde ab etwa 1954 zu seinem Mentor und brachte ihm erste handwerkliche Fertigkeiten und Maltechniken bei. 1956 begann Keil eine Ausbildung zum Kunstschlosser, der sich zwischen 1959 und 1961 ein Studium an der Hochschule der Künste in Berlin anschloss. Mit dem Bau der Berliner Mauer brach der Kontakt zu Keils Mentor Nagel weitgehend ab und Keil verlegte seinen Wohnsitz ab Anfang der 60er Jahre zunehmend ins Ausland.
Mit Beginn seines Studiums an der Hochschule der Künste in Berlin kam Keil in Kontakt mit zahlreichen anderer Künstlern, die seine Generation prägen sollten, so z. B. Georg Baselitz, Eugen Schönebeck, Markus Lüpertz und Joachim Schmettau. In seiner Zeit auf Mallorca traf er zudem mehrfach mit Joan Miró in dessen Atelier zusammen. Ab den frühen 1960er Jahren bezog Keil  Ateliers in Paris, London, Berlin und in den USA. Heute lebt und arbeitet er zum größten Teil in Zimmerau (Bayern), Berlin und Los Angeles.

## Arbeitsweise und Werk
In der Anfangsphase seines künstlerischen Schaffens orientierte sich Peter Keil stilistisch am deutschen Expressionismus. Thematisch interessierte er sich dabei in den Werken der frühen Berliner Jahre zunächst vor allem für typische Großstadtmillieus und Randfiguren der Gesellschaft.
Zeitgleich mit seinem Aufenthalt in Paris und dem damit verbundenen Eintauchen in das dortige Nachtleben zu Beginn der 60er Jahre lässt sich jedoch eine große Veränderung in seiner Stilistik beobachten. Keil entwickelte sich zunehmend weg von einer realistischen Auffassung und hin zu einem neuen, sehr viel spontaneren und dynamischeren Malstil, den er während seiner Londoner Jahre und schließlich als Teil der Berliner Neuen Wilden zu Beginn der 80er Jahre weiter entwickelte. Die Verwendung intensiver bis greller Farben, sowie der Verzicht auf eine realistische Gegenständlichkeit sind seitdem die typischen Merkmale seines Malstils. Die Farbe seiner Bilder ist mit raschen und schnellen Pinselstrichen sowie gelegentlich pastos aufgetragen und die Motive seiner Bilder werden immer wieder durch Graffiti-Elemente zusätzlich verfremdet. Thematisch bevorzugt Keil menschliche Figuren, Porträts, Großstadtszenen, Landschaften und Blumenstillleben. Keils emotionale Malerei wird dabei vor allem getragen von einem Wunsch nach Befreiung von gesellschaftlichen Zwängen und Konventionen.
In den vergangenen 50 Jahren entstanden so neben zahlreichen groß- und kleinformatigen Gemälden in Öl und Mischtechnik auf Leinwand auch eine Reihe von Skulpturen in Holz und Stahl sowie eine bedeutende Zahl an Majolika.

## Ausstellungen
- 1962: Erste Einzelausstellung in der Art Gallery, London
- 1964: Galerie Rotebro, Schweden
- 1965: Große Berliner Kunstausstellung
- 1966: Große Berliner Kunstausstellung
- 1980: Galerie Dr. Friedmann, Israel
- 1985: Galerie Wewerka, Berlin
- 1986–1990: Freie Berliner Kunstausstellung, Messehallen, Berlin
- 1993: Carousel Gallery, Dania, Florida, USA
- 1998: Aventura Art Gallery, Aventura, Florida, USA
- 1999: Galerie Höckner, Salzburg, Österreich
- 2000: Ausstellungen in Paris, Amsterdam, London
- 2001–2005: Intercontinental Hotel Berlin
- 2002: Internationale Kunstmesse, Frankfurt
- 2003: Sechzig Jahre Peter Robert Keil, Galerie Kunstsinn, Nürnberg
- 2005: Galerie Boxsler, Lichtenfels
- 2006: Public Library, Fort Lauderdale, Florida, USA
- 2007: Villa Meixner, Sammlung des KulturForum Europa, Brühl/Baden
- 2007: Kessler Corporation, Orlando Florida, Savannah, Georgia, USA
- 2008: The Hurn Museum, Savannah, USA
- 2010: Keil-Collection Heidelberg, Lange Nacht der Museen, Heidelberg
- 2010: Edna Hibel Fine Art Gallery, West Palm Beach, Florida
- 2011: Keil-Collection Heidelberg, Lange Nacht der Museen, Heidelberg
- 2012: Retrospektive „Leben im Farbrausch“, Schwetzinger Schloss, Orangerie
- 2012: Keil ArtCollection Marburg, Nacht der Kunst, Marburg
- 2012: "Ladies Night at Paris Bar", Keil ArtCollection Marburg, Stadtfest Marburg
- 2012: „Teufelswerk“, Staatliche Majolika Manufaktur Karlsruhe
- 2013: Aufbruch – Jüngste Werke aus der Heidelberger Phase, Alte Feuerwache Heidelberg
- 2014: Aktuelle Werke, Berlin, Temporäre Galerie Potsdamer Straße
- 2014: Neue Keil Werke, Keil Collection Heidelberg, Heidelberg
- 2014/2015: Peter Robert Keil zu Gast im Heidelberger Rathaus, Rathaus Heidelberg
- 2015: "Verleden, heden, toekomst", Waaggebouw Arnheim
- 2015: Peter Robert Keil zu Gast im Romanischen Keller, Romanischer Keller Heidelberg
- 2015: Peter Robert Keil zu Gast im Alten Hallenbad, Altes Hallenbad Heidelberg
- 2015: "P.R. Keil – der neueste Brand", Staatliche Majolika Manufaktur Karlsruhe
- 2015: Ausstellung im Museumszimmer im Wolfsbrunnen, Wolfsbrunnen Heidelberg
- 2016: art Karlsruhe 2016, Karlsruhe
- 2016: ART.FAIR, Köln
- 2016: Affordable Art Fair 2016, Hamburg
- 2016: Peter Robert Keil zu Gast in der Galerie P13, Heidelberg
- 2017: art Karlsruhe 2017 - one artist show, Karlsruhe
- 2017: Einzelausstellung New Jersey, USA
- 2017: Roter Kunstsalon, Museum Villa Rot, Burgrieden
- 2017: Affordable Art Fair 2017, Hamburg
- 2017: Atelier-Ausstellung Banyalbufar, Mallorca
- 2017: Einzelausstellung "Leben im Farbrausch 2", Schloss Heidelberg
- 2018: art Karlsruhe 2018 - one artist show, Karlsruhe
- 2018 Affordable Art Fair Hamburg / Affordable Art Fair Brüssel
- 2019 art Karlsruhe, Galerie P 13
- 2019 Affordable Art Fair Hamburg / Affordable Art Fair Brüssel
- 2021 Gastaufenthalt im Xylon Museum Schwetzingen
- 2022 Artist-in-residence Xylon Museum Schwetzingen
- 2022 Atelierausstellung Xylon Museum Schwetzingen
- 2022 "IchFarbe - ein Maler sagt ich" - Jubiläumsausstellung im Heidelberger Schloss